# Momena Ibrahimi
Momena Ibrahimi (Afganistán, 1993), también conocida como Momena Karbalayee, es una expolicía y activista por los derechos de las mujeres afganas afincada en el Reino Unido. En 2017 se convirtió en la primera mujer en ser oficial de policía en el distrito de Kajran, provincia de Daykundi, en el centro de Afganistán. En 2021 fue incluida en la lista de las 100 mujeres más influyentes del mundo, elaborada por la BBC. 
El 6 de septiembre de 2009, el jefe de la comisaría de policía de Kajran y su superior, Mohammad Khan Baluch, le ordenaron mantener relaciones sexuales con un oficial amigo suyo que se encontraba de visita en la ciudad. Ante su negativa, el propio Mohammad la golpeó y violó.Llevó el caso a los tribunales, pero el juez lo desestimó en 2020. Meses después, Ibrahimi intentó suicidarse. Recurrió a los tribunales y denunció presiones de autoridades políticas y policiales para retirar la denuncia.
Momena Ibrahimi declaró que su caso tenía que servir para dar visibilidad a la situación que viven las mujeres en su país, especialmente el alto porcentaje de mujeres policías que sufren acoso sexual por parte de compañeros y superiores. 
En agosto de 2021, debido a la llegada de los talibanes afganos al poder, Ibrahimi tuvo que exiliarse en el Reino Unido.